# 海軍兵学校 (デンマーク)
デンマークの海軍兵学校（かいぐんへいがっこう　デンマーク語: Søværnets Officersskole）は、デンマーク海軍向けの士官養成学校であり、コペンハーゲンに所在する。

## 概要
1701年に設立された、世界でも最も古い兵学校であり、生徒数は約85名。学校では、洋上での行動や海軍における指揮統率法、その他の専門技術を学ぶ。20から34ヶ月の教育期間の後、士官に任官する。
空軍士官学校も近隣にあり、現在地へは2018年に移転して来ている。